# Frank Brilando
Frank Peter Brilando (Chicago, 29 de junho de 1925 - 5 de maio de 2019) foi um ex-ciclista olímpico norte-americano. Representou sua nação nos Jogos Olímpicos de Verão de 1948 e 1952.